# Thorsten Wirth

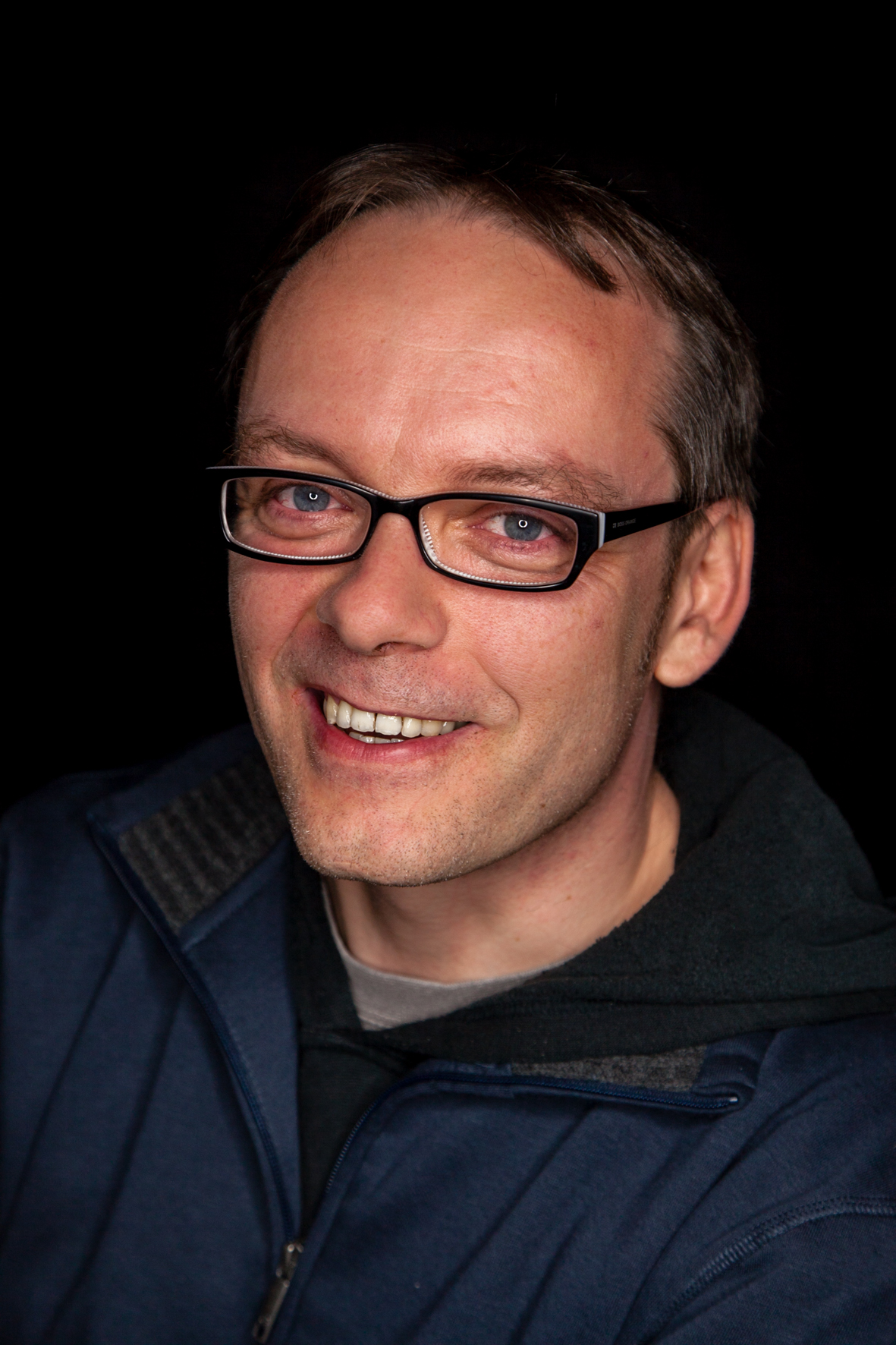
Thorsten Wirth (2013)

Thorsten Wirth (* 5. Juni 1968 in Langenberg) ist ein deutscher Softwareentwickler und war von November 2013 bis Juni 2014 Vorsitzender der Piratenpartei Deutschland.

## Leben und Wirken
Wirth studierte Physik und Informatik für Naturwissenschaftler in Bielefeld, schloss dieses Studium jedoch nicht ab. Nach eigener Aussage arbeitete er als Programmierer. 
Von 2006 bis Sommer 2014 war Thorsten Wirth Mitglied der Piratenpartei. Er war Mitbegründer des Landesverbands Hessen. Zur Landtagswahl in Hessen 2008 trat die Piratenpartei mit Thorsten Wirth als Spitzenkandidaten und Landesvorsitzendem erstmals in Deutschland zu einer Wahl an. Zur Europawahl in Deutschland 2009 kandidierte er auf dem Bundeslistenplatz 4. Von 2009 bis 2010 war er als Beisitzer Mitglied im Bundesvorstand der Piraten. Zur Bundestagswahl 2013 trat er im Wahlkreis 182 Frankfurt am Main I an. Im November 2013 wurde er auf dem Bundesparteitag in Bremen mit 78,1 % zum Bundesvorsitzenden gewählt. Im Juni 2014 wurde Stefan Körner sein Nachfolger in diesem Amt. Noch im selben Sommer trat Wirth aus der Partei aus.
Er arbeitete noch bis zu ihrer Auflösung im Oktober 2014 als Referent für die Fraktion ELF Piraten im Frankfurter Römer.